# 火星7號
火星7號（Марс-7）是蘇聯在1973年發射的火星探測計畫的探測船。於8月9日由一枚搭载D组级的質子K型運載火箭發射。火星7號與火星6號是同一系列的探測船，都擁有1組軌道船與登陸艇。火星7號研究火星大氣層及表面，因釋放著陸器時間錯誤，著陸器未接觸到火星，任務失敗。